# Cossyphe à calotte blanche
Cossypha albicapillus
Espèce
Statut de conservation UICN

 LC  : Préoccupation mineure
Synonymes
- Cossypha albicapilla (protonyme)

Le Cossyphe à calotte blanche (Cossypha albicapillus) est une espèce de passereaux de la famille des Muscicapidae.

## Répartition
Son aire s'étend principalement à travers la partie occidentale du Soudan (région).

## Habitat
Son habitat naturel est les savanes tropicales et subtropicales sèches ou humides.

## Sous-espèces
D'après Alan P. Peterson, cette espèce est constituée des trois sous-espèces suivantes :
- Cossypha albicapilla albicapilla (Vieillot, 1818) — de la Sénégambie au nord-est de la Guinée ;
- Cossypha albicapilla giffardi Hartert, 1899 — du sud du Mali et le nord de la Côte d'Ivoire au nord du Cameroun et le sud du Tchad ;
- Cossypha albicapilla omoensis Sharpe, 1900 — est du Soudan du Sud et ouest de l'Éthiopie.